# Дженаралиев, Ваха Леммаевич
Дженарали́ев Ва́ха Лемма́евич (22 марта 1981 — 25 декабря 2008) — чеченский полевой командир, амир (лидер) особо жестокой группы сепаратистов, действовавшей в районе границы так называемых вилайятов Галгайче (ГӀалгӀайче, Ингушетия) и Нохчийчоь (Чечня) Имарата Кавказ, и носившей название «спецподразделение „Мансур“». Известен по прозвищам и радиопозывным «Абу-Усман» и «амир Валид». Являлся приближëнным Доку Умарова.

## Биография
К сепаратистам Дженаралиев ушёл в 1999 году, будучи 18-летним юношей и стал одним из лидеров сепаратистов, действовавших на стыке административной границы Чечни и Ингушетии.
Спецподразделение «Мансур», которым командовал «амир Валид», насчитывало более 30 боевиков. Бандгруппа, в которую входили и иностранные наёмники, совершила ряд преступлений: нападения на населённые пункты и подразделения федеральных сил, принимала участие в убийствах сотрудников правоохранительных органов, в том числе ФСБ РФ. В связи с этим Дженаралиев был объявлен в Федеральный розыск.
Крупнейшей преступной боевой операцией НВФ Дженаралиева стало нападение на военную колонну внутренних войск МВД РФ, а затем на колонну подмоги из бойцов ленинградского десантно-штурмового отряда и спецназовцев ФСБ. Нападение было совершено 18 октября 2008 года в лесном массиве в районе ингушских сёл Галашки и Мужичи. Тогда пострадало более 20 военнослужащих. Эту «спецоперацию», как и многие другие свои действия, бандиты снимали на видео.
Незаконное вооружённое формирование Дженаралиева было разгромлено в ходе контртеррористической операции, проведённой 23-25 декабря 2008 года в лесах в районе села Верхний Алкун. Был уничтожен и сам Ваха Дженаралиев, и его заместитель Хамхоев. Были выявлены и ликвидированы 4 базы террористов. Среди сотрудников ФСБ потерь не было.
Вооружённым подпольем также был объявлен шахидом, т.е. воином, принявшим мученическую смерть в ходе борьбы против «неверных».